# مراد معاريف
 مراد معاريف (1986 المغرب) هو لاعب كرة قدم مغربي.

## روابط خارجية
- مراد معاريف على موقع قاعدة بيانات كرة القدم.إي يو (الإنجليزية)